# Corpus Hermeticum
Il Corpus Hermeticum ("raccolta delle opere di Ermes") è una raccolta di scritti filosofico-religiosi di epoca imperiale (II-III secolo d.C.) attribuiti ad Ermete Trismegisto. Rappresenta la fonte d'ispirazione del pensiero ermetico e neoplatonico rinascimentale.
Per secoli il Corpus fu considerato un'opera appartenente alla letteratura dell'Antico Egitto. Secondo la tradizione, Ermete Trismegisto ("tre volte grande", cioè il più grande filosofo, il più grande sacerdote e il più grande re), visse ai tempi di Mosè. Marsilio Ficino, che tradusse per primo l'opera in latino, indicò Orfeo (gli Inni), Platone e Plotino come i più tardi rappresentanti della sapienza antica contenuta nel Corpus.

## Formazione del corpus
Si ritiene che il manoscritto che fece da base per l'editio princeps risalga all'XI secolo. Fu raccolto e sistematizzato da Michele Psello, eminente studioso bizantino, insegnante di filosofia, storico e teologo cristiano. Nella sua opera di compilazione, Psello probabilmente rimosse, o comunque ridusse sensibilmente, gli aspetti del testo legati alle pratiche occulte: magia, astrologia e alchimia, che appaiono invece nelle più antiche testimonianze greche attribuite ad Ermete che ci sono pervenute.
Negli anni cinquanta del XV secolo il monaco Leonardo da Pistoia riuscì ad entrare in possesso della copia originale appartenuta a Michele Psello. Dopo averla rinvenuta in Macedonia, il religioso italiano la portò con sé a Firenze, dove nel 1460 la presentò a Cosimo de' Medici. L'opera era composta da 14 trattati. 
Cosimo ordinò a Marsilio Ficino, all'epoca trentenne, di interrompere la traduzione di un libro di Platone per concentrarsi sul Corpus. Ficino completò la traduzione nell'aprile del 1463, ottenendo come compenso una villa a Careggi.

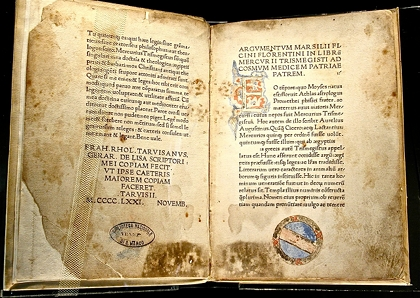
Traduzione latina fatta dall'umanista Marsilio Ficino e stampata nel 1471.

L'opera tradotta in latino da Marsilio fu pubblicata per la prima volta nel 1471 a Treviso sotto il titolo Pimander, dal nome del primo trattato. Completato il lavoro di Marsilio Ficino, Ludovico Lazzarelli tradusse dal greco in latino l'ultimo, quindicesimo trattato (nelle edizioni moderne è diviso in tre trattati indipendenti, che seguono i numeri 16, 17, 18).
Nel 1614 il classicista svizzero Isaac Casaubon dimostrò su basi filologiche nel De rebus sacris et ecclesiasticis che il Corpus Hermeticum doveva essere datato ai primi secoli dopo Cristo (Età ellenistica). Filosofi ermetici non sono citati prima di quel periodo ed Ermete Trismegisto non è menzionato nella letteratura greca antica. La datazione di Casaubon è stata generalmente accettata nei secoli successivi. Rimane tuttavia discusso il problema se i contenuti del Corpus Hermeticum siano coevi alla sua redazione, o risalgano a tempi anteriori e di quanto, nel quadro del dibattito sull'importanza dell'influsso egiziano sulla Grecia: Martin Bernal, nel suo libro Atena nera, ha contestato i risultati di Casaubon, riaffermando l'origine egiziana del Corpus Hermeticum.

## Struttura dell'opera
Il Corpus Hermeticum contiene trattati in forma di lettera, dialogo e di sermone, descrivendo la dottrina ermetica con simboli criptici e metafore, invitando l'uomo ad innalzarsi «oltre ogni altezza», e discendere «oltre ogni profondità», per comprendere il mondo nella sua totalità spazio-temporale.
Anzi non temiamo di affermare la verità. L'uomo vero è al di sopra degli Dei celesti o per lo meno uguale a loro. Poiché nessun dio lascia la sua sfera per venire sulla terra, mentre l'uomo sale in cielo e lo misura. Onde osiamo affermare che l'uomo è un dio mortale e che un dio celeste è un uomo immortale.»
(Corpus Hermeticum, libro X)
L'opera è divisa in 18 libri: 
| Nr.    | Titolo (italiano)                                                                                     | Titolo (latino)                                                                    |
| ------ | --- | ---------------------------------------------------------------------------------- |
| I.     | Pimandro                                                                                              | Pimander                                                                           |
| II.    | Sermone universale di Ermete ad Asclepio                                                              | Mercurii ad Aesculapium sermo universalis                                          |
| III.   | Discorso sacro di Ermete                                                                              | Mercurii sermo sacer                                                               |
| IV.    | Discorso di Ermete a Tat il cratere o la monade                                                       | Mercurii ad Tatium crater sive monas                                               |
| V.     | Discorso di Ermete al figlio Tat. Dio è invisibile e perfettamente visibile al tempo stesso           | Mercurii Ad tatium Filium suum. Quod deus Latens simul ac patens est.              |
| VI.    | Il bene esiste solo in Dio e in nessun altro luogo                                                    | Quod in solo deo bonum est alibi vero nequaquam                                    |
| VII.   | Il male più grande fra gli uomini è l'ignoranza su Dio                                                | Quod summum malum hominibus ignorare deum                                          |
| VIII.  | Nessuno degli esseri perisce, ma sbaglia chi definisce i mutamenti come distruzione e morte           | Nihil eorum Quae sunt interitus sed mutationes: Decepti Homines interitum nominant |
| IX.    | Intorno alla conoscenza intellettiva e alla sensazione                                                |                                                                                    |
| X.     | Discorso di Ermete Trismegisto: la chiave                                                             | Mercurii Trismegisti clavis ad Tatium                                              |
| XI.    | L'intelletto a Ermete                                                                                 | Mens ad mercurium                                                                  |
| XII.   | Discorso di Ermete Trismegisto a Tat sull'intelletto comune                                           | Mercurii ad Tatium de communi                                                      |
| XIII.  | Discorso segreto di Ermete Trismegisto al figlio Tat, sulla rigenerazione e sulla regola del silenzio | Mercurii ad tatium Filium suum de generatione & impositione silentii               |
| XIV.   | Lettera di Ermete ad Asclepio con l'augurio di essere saggio                                          | Mercurii ad Aesculapium                                                            |
| XV.    | Lettera di Ermete ad Asclepio                                                                         |                                                                                    |
| XVI.   | Definizioni di Asclepio sul re Ammone                                                                 |                                                                                    |
| XVII.  | Frammento di un discorso di Asclepio al re                                                            |                                                                                    |
| XVIII. | Encomio dei re                                                                                        |                                                                                    |

La colonna di destra contiene i titoli utilizzati da Marsilio Ficino nella sua traduzione latina per i singoli trattati. Fu l'umanista toscano ad attribuire ai primi XIV libri il nome Pimander, dal titolo del primo trattato. L'ordine dei XIV libri, molto probabilmente, fu determinato da Michele Psello. L'opera assimila le influenze di misteri egizi e orfici, le idee neoplatoniche della reincarnazione, l'estasi, la pulizia, l'unione sacrificale e mistica con Dio. Questa edizione fu stampata per la prima volta nel 1471.

Il titolo latino per i trattati dal XV al XVIII risulta mancante perché il Corpus tradotto da Ficino constava di XIV libri. 

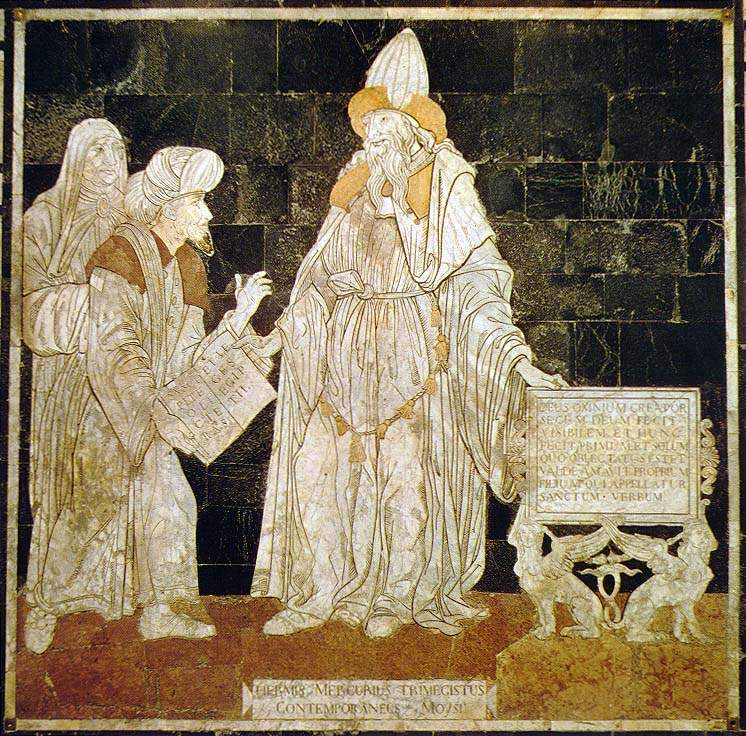
Rappresentazione di Ermete Trismegisto, pavimento della cattedrale di Siena (sec. XV).

Nel 1482 Ludovico Lazzarelli unì al Pimander di Marsilio Ficino l'Asclepio e altri tre saggi sull'ermetismo da lui stesso tradotti in latino (le Definitiones Asclepii), con l'intento di riunire le fonti principali dell'ermetismo teologico in un'unica raccolta. L'Asclepio, già circolante in epoca medievale nella versione comunemente ma erroneamente attribuita ad Apuleio di Madaura (il vero autore è tuttora sconosciuto), è un trattato di magia talismanica, nel quale si espongono le pratiche dei sacerdoti egizi volte all'animazione di statue, tramite l'interazione con forze sovrannaturali.
Nel 1554 il filologo e tipografo Adrien Turnèbe (Adrianus Turnebus) stampò per la prima volta il testo greco. Come versione latina a fronte utilizzò, per i primi XIV libri, quella di Ficino sotto il titolo di Poemander, mentre, per i libri dal XVI al XVIII, ne eseguì una propria, seppur anonima, sotto il titolo di Aesculapii definitiones. Nella sua edizione inserì anche un quindicesimo trattato (in realtà un insieme di quattro brani: tre estratti dall'antologia dello scrittore bizantino Giovanni Stobeo più un testo tratto dalla celebre enciclopedia Suda).

### L'Argumentum ficiniano
La traduzione latina del Ficino è preceduta, già nell'edizione originale del 1471, dal celebre e importante Argumentum Marsilii Ficini Florentini in librum Mercurii Trismegisti ad Cosmum Medicem patriae patrem, dove l'umanista italiano intesse la prosopopea di Ermete Tismegisto:
(Marsilius Ficinus, Argumentum in librum Mercurii Trismegisti, rr. 24-41)

## Edizioni e traduzioni moderne
- Discorsi di Ermete Trismegisto: Corpo ermetico e Asclepio, Traduzione di Bianca Maria Tordini Portogalli, Torino, Boringhieri, 1965.
- Scritti filosofici, I: Corpo ermetico; Asclepio, Traduzione e note di Carlo Tondelli, Milano, Mimesis, 1989.
- Corpus Hermeticum, Introduzione, traduzione e note di Valeria Schiavone, Milano, Biblioteca Universale Rizzoli, 2001, ISBN 88-17-12648-9.
- Corpus Hermeticum, a cura di Ilaria Ramelli, Edizione e commento di A. D. Nock e A.-J. Festugière; edizioni dei testi ermetici copti e commento di I. Ramelli, Milano, Bompiani, 2005, ISBN 88-45-23370-7.
- La rivelazione segreta di Ermete Trismegisto, a cura di Paolo Scarpi, 2 voll., Milano, Mondadori (Roma, Fondazione Valla), 2009.